# Флоренс Шотрідж
Флоренс Скунду Шотрідж (1882—1917) — корінна аляська тлінгітська етнографиня, музейна педагогиня і ткаля. З 1911 по 1917 рік вона працює в музеї археології та антропології Університету Пенсільванії (музей Пенна). У 1905 році вона демонструє плетіння чілкату на виставці Століття Льюїса і Кларка в Портленді, штат Орегон. У 1916 році Флоренс разом зі своїм чоловіком Луї Шотріджем керувала колекційною експедицією на південний схід Аляски, яку фінансував роздрібний магнат та довірена особа музею Пенна Джон Ванамакер. У 1913 р. Флоренс та Луї Шотрідж стали співавторами етнографічної статті під назвою «Індіанці північного заходу», яка з'явилася в "Museum Journal" Університету Пенсільванії. У цьому ж номері Флоренс Шотрідж самостійно опублікувала статтю під назвою «Життя індіанської дівчинки з Чілкат», в якій вона обговорила обидва звичаї статевого дозрівання для дівчат-тлінгітіок, коли вони переходили в жіночість, і очікування тлінгітства щодо жіночої поведінки.

## Сім'я, освіта та рідне місто
Флоренс («Сьюзі») Скунду (Kaatxwaaxsnéi) народилася в місті Хейнс, штат Аляска, в 1882 році. Вона була дочкою високопоставленого шамана клану воронів Гірських домів Чілкат. Її її тлінкітське ім'я Каатксвааксней було отримане на церемонії з особливої нагоди, коли родові старійшини курили суміш порошкових вушок і молюсків раковини з тютюном. Від своєї матері Флоренція навчилася мистецтву бісерування та плетіння ковдр.
Скунду чотири роки відвідувала школу пресвітеріанської місії у Хайнсі. Там вона відзначилася співом, навчилася грати на фортепіано, розмовляти англійською. У цій школі Флоренція познайомилася зі своїм одногрупником Луїсом Шотріджем, який також належав до високопоставленої родини Чілкат, з яким її юоручили батьки ще дитиною. 25 грудня 1902 р. вони одружилися.
Місто Хейнс, де Флоренція народилася, виросла, померла, виросло під час золотої лихоманки Клондайк 1896 року. Місто користувалось місцем Аляски, де жителі чілкат тлінгітів могли бути посередниками між прибережними та внутрішніми групами. За часів молодості Флоренції Хейнс відчув наплив туристів, які прагнули придбати товари корінних аляскинців, Економіка міста покладалася на консервні спільноти, які виснажували місцеві запаси лосося.
Американський уряд, який купив Аляску у Росії в 1867 р., заборонив використання мови тлінгіт та пропагував англійську. Пресвітеріанські місіонери, які розпочали роботу в Хайнсі в 1878 році, пропагували соціальні цілі уряду США не лише намагаючись поширити християнство серед корінних народів, але також сприяючи англомовній освіті та пов'язаним з цим англо-американським звичаям. Ці обставини допомагають пояснити, як Флоренція, яка відвідувала місійну школу протягом чотирьох років, на відміну від Луїса, який відвідував лише сімнадцять місяців, розвинула відносно міцне володіння розмовною та письмовою англійською мовою в той час, коли багато людей чилкату все ще не знали англійську.

## Експозиція Столітньої виставки Льюїса та Кларка
Губернатор Аляски Джон Брейді познайомився з Флоренс Шотрідж у 1905 році, коли вона жила в Хейнсі. У той час він шукав індіанську жінку, яка зналася на ткацтві чілкатів, щоб представляти Аляску на виставці Століття Луїса і Кларка в Портленді, штат Орегон. Йому також потрібна особа, яка мігла б розмовляти англійською з відвідувачами на цьому ярмарку. Брейді обрав Флоренс Шотрідж, одну з небагатьох чилкаток, які вміли вільно ткати та розмовляти англійською мовою, внаслідок того, що вона відвідувала пресвітеріанську місійну школу в Хайнсі.
Флоренс Шотрідж відвідала виставку Кентенніал разом зі своїм чоловіком Луїсом, який привіз кілька предметів ремесел тлінгітів з ідеєю продати їх колекціонерам. Саме там у Портленді вони зустріли Джорджа Байрона Гордона, директора музею Пенна, який планував поїздку на Аляску для придбання матеріалів. Шотріджі розробили стосунки з Гордоном, який придбав у них сорок дев'ять предметів Аляски для музею Пенна.

## Кар'єра

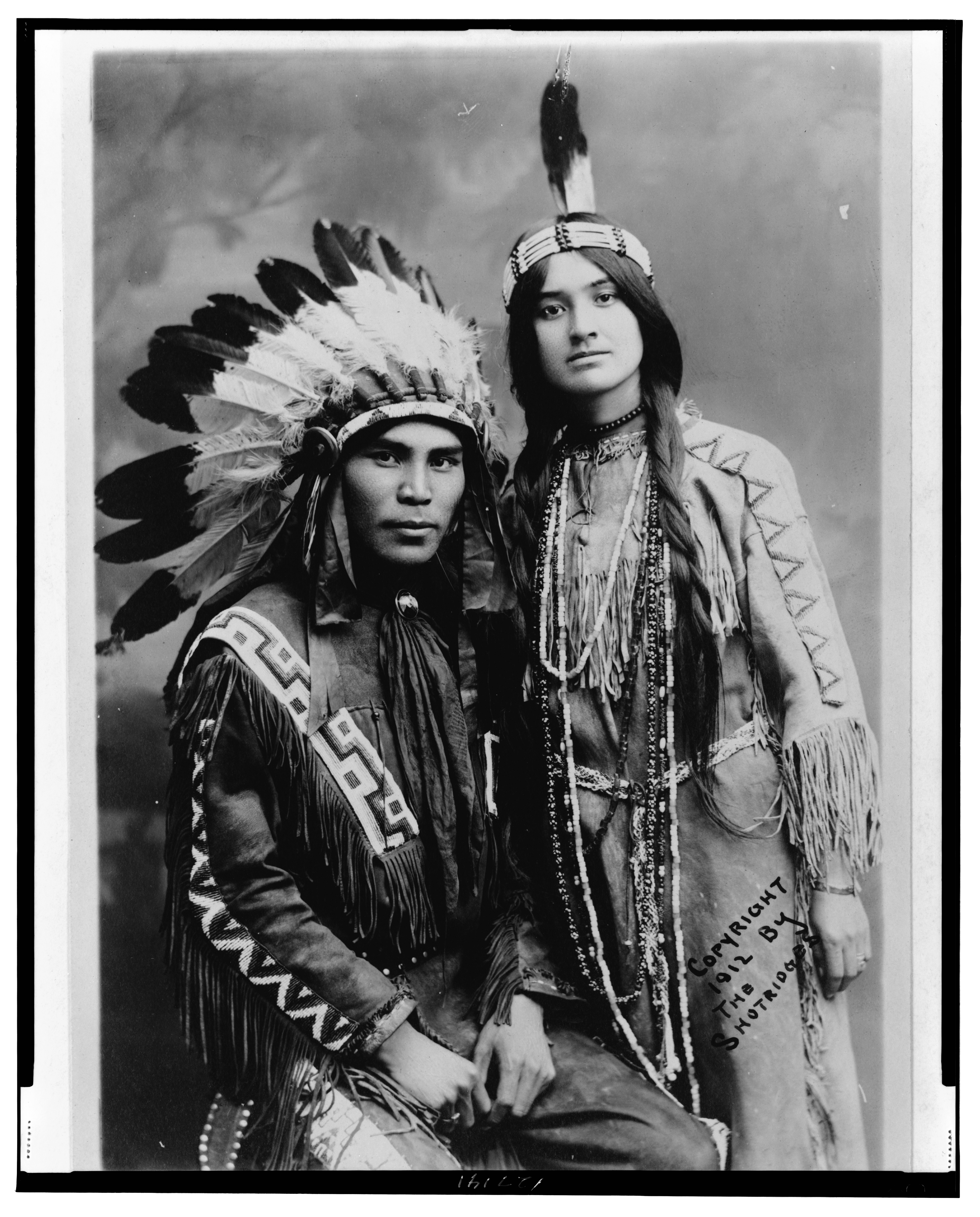
Флоренція Шотрідж зі своїм чоловіком Луїсом, одягненими в рівнинні індіанські вбрання.

Не маючи зайнятості, коли закінчувалася виставка Льюїса і Кларка, Флоренс і Луї Шотрідж взяли низку тимчасових робочих місць протягом 1906—1913 років і найняли репетитора для вдосконалення своїх знань англійської мови. Вони приєдналися до виставки індіанських ремесел Антоніо Апаче в Лос-Анджелесі в 1906 році, а також до різноманітних індіанських ярмарків ремесел. Вони виступали з мандрівною індіанською грандіозною компанією в 1911 р. Флоренція грала на фортепіано, а Луїс співав баритоном. Вони також відвідали виставку «Світ у Цинциннаті» у 1912 р.
У 1912 році Флоренція та Луї Шотрідж відвідали Нью-Йорк, а потім Філадельфію, де зупинились у антрополога Пенсільванського університету Френка Спека. Директор музею Пенна Джордж Байрон Гордон тимчасово найняв Луї Шотріджа, а пізніше, в 1915 році, дав йому штатну роботу помічника куратора та каталогізатора американського відділу музею Пенна. Флоренс працювала в музеї добровільно, допомагаючи Луїсу своєю роботою та проводячи групи школярів на екскурсії музеєм. Вона часто одягалася в рівнинний (а не на північно-західний) індіанський одяг, щоб сподобатися відвідувачам, які називали її «індіанською принцесою». Тим часом Луї брав уроки у Вортонській школі бізнесу, де він прагнув розвивати підприємницькі навички, які він міг би використовувати на Алясці.
У той час, коли музей Пенна розширював свої інформаційно-роз'яснювальні програми, Флоренція та Луї Шотрідж виконували для відвідувачів музею Пенна народні фольклорні вистави. Фотографії показують, що Флоренція та Луї Шотрідж іноді носили рівнинні індійські вбрання зі шкірою, вишивками бісером та пір'яними прикрасами, які цілком відрізнялися від одягу з тлінгітів на Алясці. Так, у вбранні корінних американців Флоренція часто проводила групи школярів через музей.
У 1916 році Флоренція та Луї Шотрідж вирушили на Аляску у колекційну поїздку, яку фінансував роздрібний магнат та філадельфія Філадельфії Джон Ванамакер. Експедиція Шотріджа була першою антропологічною експедицією, яку очолювали корінні американці. Експедиція доручила Луїсу та Флоренції збирати етнографічні предмети та збирати детальну інформацію про міфи та релігійні вірування. Страждаючи випадком туберкульозу, яким вона захворіла роками раніше, Флоренція провела цю поїздку зі слабким здоров'ям і в кінцевому підсумку померла в місті Хейнс на Алясці в будинку, який побудували Шотріджі.

## Публікації
Зі своїм чоловіком Луї Шотрідж Флоренс Шотрідж опублікувала коротке етнографічне дослідження під назвою «Індіанці північного заходу» в Museum Journal університету Пенсільванії в 1913 р Їх дослідження привернуло увагу французького вченого Путріна, який опублікував огляд у Journal de la Société des Américanistes. Цей французький антропологічний журнал був публікацією видання Société des Américanistes (Товариства американістів), заснованого в 1895 р., яке продовжує процвітати сьогодні під егідою Музею на набережній Бранлі в Парижі. Путрін високо оцінив їх статтю за опис матеріальної культури тлінгітів, включаючи будівництво будинків, та сімейної культури, включаючи організацію тотемічних кланів.
У статті про «Індіанців північного заходу» першим автором був Луїс Шотрідж. Однак на основі своєї прози антрополог Морін Е. Мілбурн дійшла висновку, що її справжньою аторкою була Флоренс Шотрідж, «чий чіткий, викладний стиль відрізнявся від стилю її чоловіка».
Шотрідж також опублікував коротку статтю під назвою «Життя індіанської дівчинки Чілкат» у тому ж номері Museum Journal за 1913 рік. Французький вчений доктор Путрін високо оцінив цю статтю за те, що вона показала «душу індіанця, приховану від незнайомців». У цьому тексті Флоренс Шотрідж стверджувала, що суспільство чілкатів різко засуджувала голосні розмови дівчат і цінувало мовчання та пасивність жінок. Вона описала, як дівчата після статевого дозрівання проходили період навчання від чотирьох до дванадцяти місяців, протягом якого вони займались відокремленням, постом, навчанням манерам та інструктажем з виготовлення парадного вбрання чи предметів. Наприкінці цього періоду жінки займалися звичаєм «виходити», одягнені в шкіряний халат із капюшоном, щоб сигналізувати про вступ у жіноцтво. Флоренс Шотрідж завершила своє есе, зазначивши, що з появою християнських місіонерів, які не схвалювали цю практику, звичаї, які вона описала, зникають.

## Ткацтво: ковдра чілкатів
Флоренс Шотрідж була досвідченою ткалею, бісерувальницею і виробницею кошиків, яка пізнала традиційне мистецтво чілкетів від матері. У 1905 році, проживаючи в місті Хейнс, штат Аляска, вона познайомилася з Джоном Г. Брейді (губернатором Аляски з 1897 по 1906 рік), який шукав корінних жителів Аляски для представлення культурних традицій держави на виставці Льюїса і Кларка 1905 року в Портленді, Орегон. Брейді завербував Флоренс Шотрідж для демонстрації плетіння чилкатів, оскільки вона була єдиною в своєму племені, яка розмовляла англійською мовою, і запросила чоловіка Луїса, щоб описати маски та барвники тлінгітів.
Саме на цій експозиції Шатріджс зустрів Джорджа Байрона Гордона, директора музею Пенна, який згодом найняв Луїса у Філадельфії в 1912 році. Луї Шотрідж, який пережив Флоренцію на двадцять два роки, опублікував понад десяток етнографічних статей і став автором багатьох наукових досліджень. І все ж, за висловом антрополога Елізабет П. Сітон, «насправді саме майстерність Флоренції у ткацтві започаткувала зв'язок Шотріджів зі світом антропологічного заняття».
Флоренс Шотрідж почала ткати ковдру в Портленді, а закінчила виріб у Лос-Анджелесі на Індіанській виставці ремесел. Ковдру вона зробила з кедрової кори та з вовни, яку пряла від п'яти диких гірських козлів. Чорний барвник походив з кори смереки, а яскраво-жовтий колір витягували з жовтого моху, знайденого лише на Алясці. Мох важко видобути, а тому барвник, що з нього виходить, рідкісний і дорогий. Візерунок на ковдрі імітував сімейну емблему її батька або тотем. Пізніше, в інтерв'ю газеті The North American вона повідомила, що витратила вісім місяців на плетіння ковдри, витрачаючи на неї в середньому шість годин на день. Вона також оцінила ковдру в 1500 доларів.
У 1911 році Луї Шотрідж попросив директора музею Пенна Джорджа Байрона Гордона придбати ковдру чілкатів, що її сплела Флоренція. Гордон відмовився, але в 1914 році антрополог Едвард Сапір (який знаходився в музеї Пенна до 1910 року) придбав замість нього ковдру Флоренції. На той час Сапір очолював відділ антропології в Меморіальному музеї Вікторії в Оттаві. Сьогодні він відомий як Канадський історичний музей, цей заклад в Оттаві зберігає ковдру Флоренції Шотрідж як «Халат Чілкат», Артефакт VII-A-131 . У цьому ж музеї також зберігається опис ковдри під назвою «Ковдра Тіни», написаний Флоренцією. У своїй розповіді вона описала її іконопис, який включав символ ведмедя грізлі будинку її батька.

## Смерть і спадщина

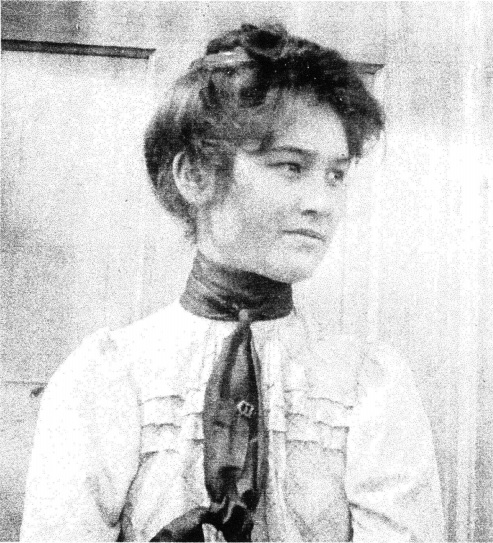
Флоренс Шотрідж у 17 років у місті Хейнс, Аляска.

На той час, коли Флоренція і Луї Шотрідж вирушили в експедицію, що фінансується Ванамакером, на Аляску в 1916 році, Флоренція Шотрідж боролась ізтуберкульозом, яким заразилася багато років тому. Через кілька місяців вона померла в Хайнсі, в 1917 році. Minnehaha Is Dead оголосила некролог, який з'явився у філадельфійській газеті, називаючи її іменем центрального жіночого персонажа в епічній поемі Генрі Вадсворта Лонгфеллоу 1855 року «Гайавата».
Як продемонстрував мексиканський режисер Пабло Хельгера у відеодокументальному фільмі «Що в світі», який він створив про музей Пенна в 2010 році, робота Флоренс Шотрідж в основному задовольняла немісцеву аудиторію. Хельгера сперечалася зі своїм чоловіком Луїсом, що Флоренс Шотрідж «відіграє очікування інших щодо того, що являє собою індіанство», і таким чином «втілює в життя англо-американські бажання щодо чистого, незаплямованого порядку».
У 2001 році антрополог Елізабет Сітон зауважила, що Флоренс Шотрідж, за свою коротку кар'єру в музеї Пенна після 1912 року, була "індіанським музеєм — живою етнографічною виставкою ", яка культивувала стереотипи про корінних американців як поперемінно примітивних, екзотичних та еротичних. Її власна постановка абстрактного та узагальненого життя корінних американців для музейної аудиторії у поєднанні з її кар'єрою колекціонера художніх та культурних об'єктів корінного населення Аляски для далекого музею наділила її кар'єру етнографа та виконавця неоднозначністю і навіть суперечностями.